# Муниципальное образование «Харатское»
Муниципальное образование «Харатское» — муниципальное образование со статусом сельского поселения в 
Эхирит-Булагатском районе Иркутской области России. Административный центр — поселок Харат.

## Демография
По результатам Всероссийской переписи населения 2010 года
численность населения муниципального образования составила 1157 человек, в том числе 562 мужчины и 595 женщин.

## Населённые пункты
В состав муниципального образования входят населённые пункты
- Харат
- Верхний Кукут
- Нижний Кукут
- Октябрьская
- Светлый[2]